# کرتیس برنهارت
کرتیس برنهارت (آلمانی: Curtis Bernhardt؛ ۱۵ آوریل ۱۸۹۹ – ۲۲ فوریهٔ ۱۹۸۱) یک کارگردان اهل آلمان بود.

## گزیدهٔ فیلم‌شناسی
- تونل (۱۹۳۳)
- دختر میلیون دلاری (۱۹۴۱)
- الکی‌خوش (۱۹۴۳)
- زندگی ربوده‌شده (۱۹۴۶)
- تسخیرشده (۱۹۴۷)
- سیروکو (۱۹۵۱)
- تور آبی (۱۹۵۱)
- خانم سیدی تامسون (۱۹۵۳)
- باو برومل (۱۹۵۴)
- ترانه منقطع شده (۱۹۵۵)